# Komitet za dăržavna sigurnost
Il Komitet za dăržavna sigurnost (in bulgaro Комитет за държавна сигурност?, lett. "Comitato per la Sicurezza dello Stato") era il servizio segreto della Repubblica Popolare di Bulgaria durante la guerra fredda, fino al 1989. Tale istituto era conosciuto comunemente con il nome abbreviato di Dăržavna sigurnost, abbreviato con DS (o KDS).

## Struttura
- 1º Direttorato centrale: spionaggio interno, cui ha fatto seguito il Servizio Nazionale di Sicurezza nel 1990.
- 2º Direttorato centrale: controspionaggio, cui ha fatto seguito il Servizio Nazionale di Sicurezza.
- 3º Direttorato: controricognizione
- 4º Direttorato: divisione tecnica
- 5º Direttorato: sicurezza e protezione, cui ha fatto seguito il Servizio Nazionale di Sicurezza.
- 6º Direttorato: polizia politica cui ha fatto seguito il Servizio centrale per la lotta al crimine organizzato. Questo ha i seguenti dipartimenti:
  - 1º Dipartimento: lavorava tra l'intelligencija e controllando le associazioni di artisti
  - 2º Dipartimento: lavorava nelle università e tra gli studenti
  - 3º Dipartimento: responsabile per il clero, gli ebrei bulgari, gli armeni e gli emigranti russi bianchi
  - 4º Dipartimento: specializzato in nazionalismo turco e macedone (ma il quarto dipartimento perseguitò anche i nazionalisti bulgari che volevano che la Repubblica Popolare di Bulgaria conducesse una politica più attiva sulla questione macedone, opponendosi alle pressioni sovietiche a favore della Jugoslavia, e fino alla parziale riabilitazione del nazionalismo bulgaro sulla questione macedone nel 1963 - e quelli che sostengono l'opinione che la popolazione slava locale della Macedonia sia di origine bulgara)[1]
  - 5º Dipartimento: si occupava di rivali politici, come gli agrari ed il partito socialdemocratico
  - 6º Dipartimento: che osservava le attività maoiste e contro il Partito Comunista Bulgaro
  - 7º Dipartimento: analisi delle informazioni ed attività anonime
- 7º Direttorato: lavoro sulle informazioni

## Attività
Nel 1964 la Sicurezza di Stato formò l'unità Servizio 7, guidata dal colonnello Petko Kovačev, dedicata all'omicidio, al rapimento e alla disinformazione contro i dissidenti bulgari all'estero. L'unità eseguì azioni contro dissidenti in Italia, Regno Unito, Danimarca, Germania Ovest, Turchia, Francia, Etiopia, Svezia e Svizzera. I documenti descriventi le attività dell'unità vennero desecretati solo nel 2010..
I due casi più famosi ai quali è stata collegata l'attività dei servizi segreti bulgari, per il resto molto poco pubblicizzata, sono stati il caso dell'assassinio del dissidente Georgi Markov, ucciso a Londra con un ombrello avvelenato (il cosiddetto ombrello bulgaro) mentre era sotto la protezione del MI5 e il tentativo di assassinio del papa Giovanni Paolo II nel 1981 da parte del turco Mehmet Ali Ağca, appartenente alla organizzazione nazionalista turca dei Lupi Grigi; quest'ultimo coinvolgimento fu sempre smentito dalla Bulgaria, e anche dal papa stesso durante una visita ufficiale in Bulgaria nel 2002. Altro caso di coinvolgimento del KDS è nei contatti con le Brigate Rosse italiane durante il rapimento del generale James Lee Dozier.

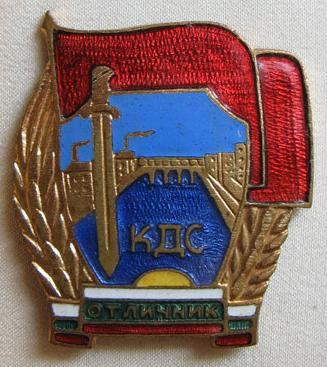
Distintivo usato dal 1965 al 1969.
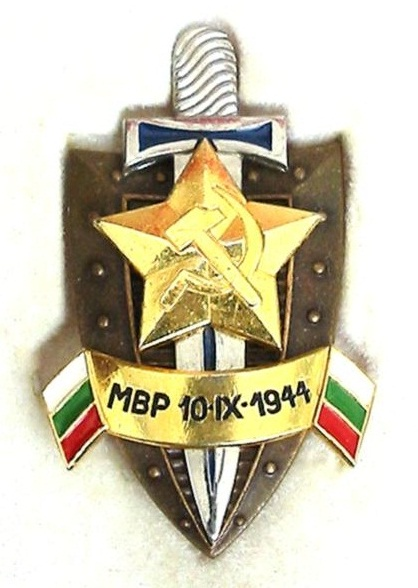
Distintivo usato dal 1980 al 1990.